# PPP2CA
Serin/treonin proteinska fosfataza 2A katalitička podjedinica alfa izoforma je enzim koji je kod ljudi kodiran PPP2CA genom.
Proteinska fosfataza 2A je jedna od četiri glavne Ser/Thr fosfataze. Ona učestvuje u negativnoj kontroli ćelijskog rasta i deobe. Ona se sastoji od heteromerne enzimske osnove, koji ima katalitičku i konstantnu regulatornu podjedinicu, za koji se vezuje niz regulatornih podjedinica. Ovaj gen kodira alfa izoformu katalitičke podjedinice.

## Interakcije
formira interakcije sa CCNG2, CTTNBP2, MOBKL3, Bestrofin 1, TLX1, Bcl-2, PPP2R3B, Ciklin-zavisna kinaza 2, STRN3, Ciklin-zavisna kinaza 6, IGBP1, PPP2R5E, STRN, PPP2R5D, PPP2R2A, PPP2R1B, PPP2R1A, CTTNBP2NL, FAM40A, PPP2R5C, PPP2R5B and PPP2R5A.

## Literatura
- Cohen P, Cohen PT (1990). „Protein phosphatases come of age.”. J. Biol. Chem. 264 (36): 21435—8. PMID 2557326.
- Zolnierowicz S (2000). „Type 2A protein phosphatase, the complex regulator of numerous signaling pathways.”. Biochem. Pharmacol. 60 (8): 1225—35. PMID 11007961. doi:10.1016/S0006-2952(00)00424-X.
- Kamibayashi C; Lickteig RL; Estes R;  . (1992). „Expression of the A subunit of protein phosphatase 2A and characterization of its interactions with the catalytic and regulatory subunits.”. J. Biol. Chem. 267 (30): 21864—72. PMID 1328247.
- Goedert M, Cohen ES, Jakes R, Cohen P (1992). „p42 MAP kinase phosphorylation sites in microtubule-associated protein tau are dephosphorylated by protein phosphatase 2A1. Implications for Alzheimer's disease [corrected]”. FEBS Lett. 312 (1): 95—9. PMID 1330687. doi:10.1016/0014-5793(92)81418-L.
- Khew-Goodall Y; Mayer RE; Maurer F;  . (1991). „Structure and transcriptional regulation of protein phosphatase 2A catalytic subunit genes.”. Biochemistry. 30 (1): 89—97. PMID 1846293. doi:10.1021/bi00215a014.
- Scheidtmann KH, Virshup DM, Kelly TJ (1991). „Protein phosphatase 2A dephosphorylates simian virus 40 large T antigen specifically at residues involved in regulation of DNA-binding activity.”. J. Virol. 65 (4): 2098—101. PMC 240073 . PMID 1848320.
- Scheidtmann KH, Mumby MC, Rundell K, Walter G (1991). „Dephosphorylation of simian virus 40 large-T antigen and p53 protein by protein phosphatase 2A: inhibition by small-t antigen.”. Mol. Cell. Biol. 11 (4): 1996—2003. PMC 359885 . PMID 1848668.
- Virshup DM, Kauffman MG, Kelly TJ (1990). „Activation of SV40 DNA replication in vitro by cellular protein phosphatase 2A.”. EMBO J. 8 (12): 3891—8. PMC 402079 . PMID 2555176.
- Arino J; Woon CW; Brautigan DL;  . (1988). „Human liver phosphatase 2A: cDNA and amino acid sequence of two catalytic subunit isotypes.”. Proc. Natl. Acad. Sci. U.S.A. 85 (12): 4252—6. PMC 280405 . PMID 2837763. doi:10.1073/pnas.85.12.4252.
- Stone SR; Mayer R; Wernet W;  . (1989). „The nucleotide sequence of the cDNA encoding the human lung protein phosphatase 2A alpha catalytic subunit.”. Nucleic Acids Res. 16 (23): 11365. PMC 339016 . PMID 2849764. doi:10.1093/nar/16.23.11365.
- Carrey EA, Campbell DG, Hardie DG (1986). „Phosphorylation and activation of hamster carbamyl phosphate synthetase II by cAMP-dependent protein kinase. A novel mechanism for regulation of pyrimidine nucleotide biosynthesis.”. EMBO J. 4 (13B): 3735—42. PMC 554725 . PMID 4092695.
- McCright B, Virshup DM (1995). „Identification of a new family of protein phosphatase 2A regulatory subunits.”. J. Biol. Chem. 270 (44): 26123—8. PMID 7592815. doi:10.1074/jbc.270.44.26123.
- Favre B, Zolnierowicz S, Turowski P, Hemmings BA (1994). „The catalytic subunit of protein phosphatase 2A is carboxyl-methylated in vivo.”. J. Biol. Chem. 269 (23): 16311—7. PMID 8206937.
- Redpath NT, Price NT, Severinov KV, Proud CG (1993). „Regulation of elongation factor-2 by multisite phosphorylation.”. Eur. J. Biochem. 213 (2): 689—99. PMID 8386634. doi:10.1111/j.1432-1033.1993.tb17809.x.
- Muramatsu T, Kincaid RL (1993). „Molecular cloning of a full-length cDNA encoding the catalytic subunit of human calmodulin-dependent protein phosphatase (calcineurin A alpha).”. Biochim. Biophys. Acta. 1178 (1): 117—20. PMID 8392375. doi:10.1016/0167-4889(93)90117-8.
- Kissinger CR; Parge HE; Knighton DR;  . (1996). „Crystal structures of human calcineurin and the human FKBP12-FK506-calcineurin complex.”. Nature. 378 (6557): 641—4. PMID 8524402. doi:10.1038/378641a0.
- Ohguro H; Rudnicka-Nawrot M; Buczyłko J;  . (1996). „Structural and enzymatic aspects of rhodopsin phosphorylation.”. J. Biol. Chem. 271 (9): 5215—24. PMID 8617805. doi:10.1074/jbc.271.9.5215.
- McCright B, Rivers AM, Audlin S, Virshup DM (1996). „The B56 family of protein phosphatase 2A (PP2A) regulatory subunits encodes differentiation-induced phosphoproteins that target PP2A to both nucleus and cytoplasm.”. J. Biol. Chem. 271 (36): 22081—9. PMID 8703017. doi:10.1074/jbc.271.36.22081.